# 충산구

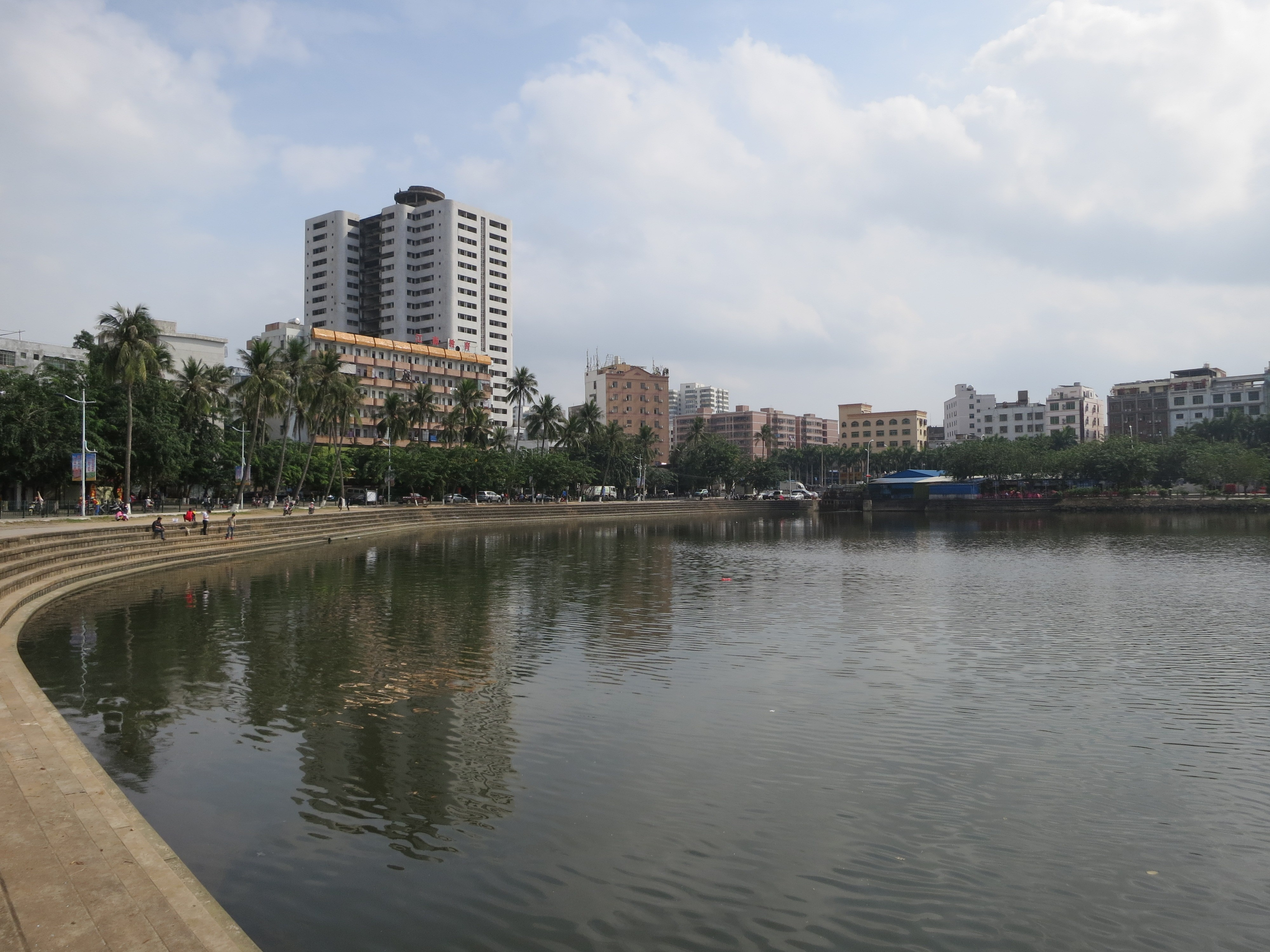

충산구(한국어: 경산구, 중국어: 琼山区, 병음: Qióngshān Qū)는 중화인민공화국 하이난성 하이커우 시의 현급 행정구역이다. 예전에는 충저우(琼州)로 알려져있었고 중화민국 통치기에 하이난 성의 성도였다. 넓이는 940km2이고, 인구는 2007년 기준으로 370,000명이다.

## 기후
연평균 기온은 23.8 °C이고 1월 평균기온은 18.1 °C, 7월 평균기온은 28.3 °C이며 최고기온기록은 38.9 °C, 최저기온기록은 2.8 °C이다. 연평균 강수량은 1676.4mm이다.

## 행정 구역
1개 가도, 8개 진을 관할한다.
- 가도: 국흥가도.
- 진: 부성진, 용당진, 운룡진, 홍기진, 삼문파진, 대파진, 갑자진, 구주진.

## 같이 보기
- 충저우 해협